# 坂北駅
坂北駅（さかきたえき）は、長野県東筑摩郡筑北村坂北にある、東日本旅客鉄道（JR東日本）篠ノ井線の駅である。
特急「しなの」は日中、当駅で行き違いを行うほか、概ね上下それぞれ毎時一本ずつ存在する普通列車も日中はほとんどが当駅で行き違いを行う。

## 歴史
- 1927年（昭和2年）11月3日：鉄道省（のちの日本国有鉄道）の駅として開業[2]。旅客・貨物の取り扱いを開始[1]。
- 1971年（昭和46年）12月10日：貨物の取り扱いを廃止[1]。
- 1973年（昭和48年）1月11日：業務を日本交通観光社へ委託（業務委託駅）[4]。
- 1985年（昭和60年）3月22日：駅員無配置となり[5]、坂北村へ簡易委託[6]。
- 1987年（昭和62年）
  - 4月1日：国鉄分割民営化により、JR東日本の駅となる[1]。
  - 11月3日：坂北駅開駅60周年記念乗車券を発売。
- 2016年（平成28年）6月1日：管理駅が明科駅から松本駅に変更。
- 2025年（令和7年）
  - 2月以降：篠ノ井線の駅番号にSN 10を設定[7]。
  - 3月15日：ICカード「Suica」の利用が可能となる[8][9]。東京近郊区間に編入される[8]。

## 駅構造
単式ホーム1面1線と島式ホーム1面2線、計2面3線のホームを有する地上駅である。単式ホームが1番線、島式ホームが2・3番線である。互いのホームは跨線橋で連絡している。
筑北村が受託する松本駅管理の簡易委託駅で、駅舎内に窓口と簡易Suica改札機（入出場両用）、待合室が設置されている。

### のりば
| 番線 | 路線           | 方向           | 行先           |
| ---- | -------------- | -------------- | -------------- |
| 1    | 篠ノ井線       | 上り           | 松本方面       |
| 2    | 篠ノ井線       | 下り           | 長野方面       |
| 3    | （予備ホーム） | （予備ホーム） | （予備ホーム） |

- 3番線は貨物列車や回送列車の待避線として使われており、定期列車の発着はない。

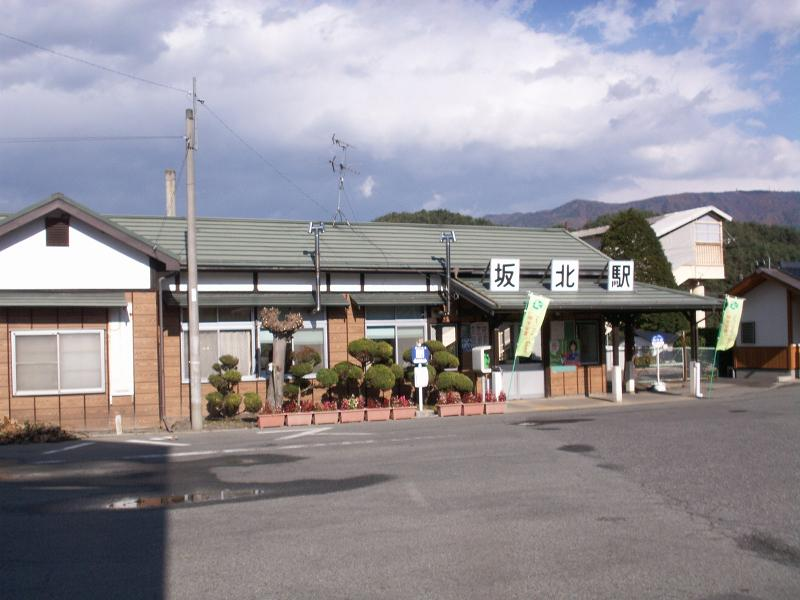
旧駅舎（2006年11月）
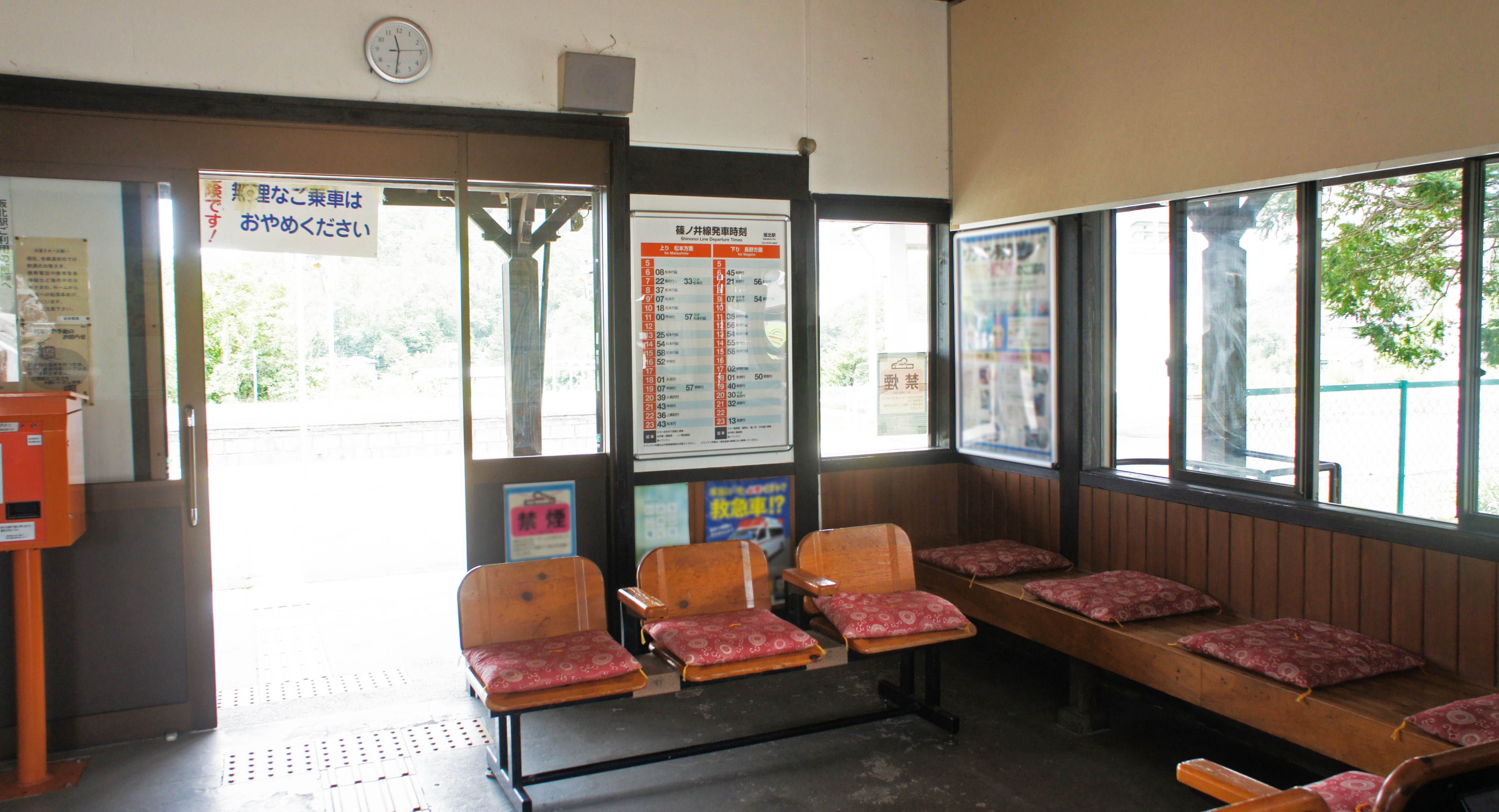
待合室（2021年7月）
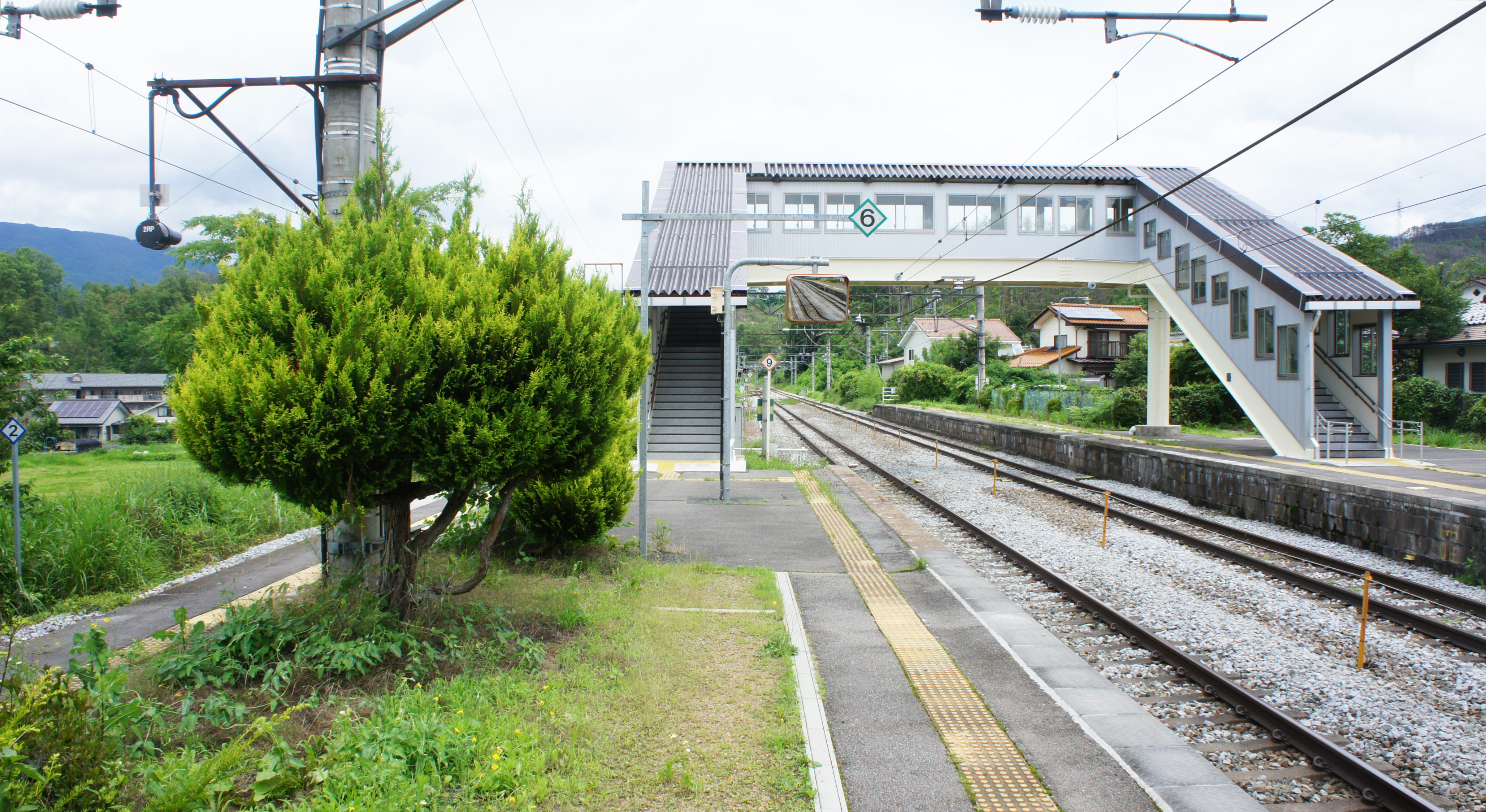
ホーム（2021年7月）

## 利用状況
JR東日本によると、2023年度（令和5年度）の1日平均乗車人員は100人である。
2000年度（平成12年度）以降の推移は以下のとおりである。
| 1日平均乗車人員推移 | 1日平均乗車人員推移 | 1日平均乗車人員推移 | 1日平均乗車人員推移 | 1日平均乗車人員推移 |
| 年度                | 定期外              | 定期                | 合計                | 出典                |
| ------------------- | ------------------- | ------------------- | ------------------- | ------------------- |
| 2000年（平成12年）  |                     |                     | 264                 | [ 利用客数 2 ]      |
| 2001年（平成13年）  |                     |                     | 250                 | [ 利用客数 3 ]      |
| 2002年（平成14年）  |                     |                     | 230                 | [ 利用客数 4 ]      |
| 2003年（平成15年）  |                     |                     | 228                 | [ 利用客数 5 ]      |
| 2004年（平成16年）  |                     |                     | 222                 | [ 利用客数 6 ]      |
| 2005年（平成17年）  |                     |                     | 218                 | [ 利用客数 7 ]      |
| 2006年（平成18年）  |                     |                     | 218                 | [ 利用客数 8 ]      |
| 2007年（平成19年）  |                     |                     | 186                 | [ 利用客数 9 ]      |
| 2008年（平成20年）  |                     |                     | 184                 | [ 利用客数 10 ]     |
| 2009年（平成21年）  |                     |                     | 180                 | [ 利用客数 11 ]     |
| 2010年（平成22年）  |                     |                     | 169                 | [ 利用客数 12 ]     |
| 2011年（平成23年）  |                     |                     | 174                 | [ 利用客数 13 ]     |
| 2012年（平成24年）  | 47                  | 114                 | 162                 | [ 利用客数 14 ]     |
| 2013年（平成25年）  | 46                  | 114                 | 160                 | [ 利用客数 15 ]     |
| 2014年（平成26年）  | 41                  | 94                  | 136                 | [ 利用客数 16 ]     |
| 2015年（平成27年）  | 40                  | 96                  | 136                 | [ 利用客数 17 ]     |
| 2016年（平成28年）  | 37                  | 93                  | 131                 | [ 利用客数 18 ]     |
| 2017年（平成29年）  | 35                  | 87                  | 122                 | [ 利用客数 19 ]     |
| 2018年（平成30年）  | 32                  | 94                  | 126                 | [ 利用客数 20 ]     |
| 2019年（令和元年）  | 31                  | 92                  | 123                 | [ 利用客数 21 ]     |
| 2020年（令和02年）  | 17                  | 95                  | 112                 | [ 利用客数 22 ]     |
| 2021年（令和03年）  | 18                  | 98                  | 117                 | [ 利用客数 23 ]     |
| 2022年（令和04年）  | 19                  | 88                  | 107                 | [ 利用客数 24 ]     |
| 2023年（令和05年）  | 21                  | 78                  | 100                 | [ 利用客数 1 ]      |

## 駅周辺
駅は高台にあり、西側の地形は低くなっている。
- 筑北村営バス「坂北駅」停留所
- 筑北村坂北支所 - 直線距離で約0.5 km[11]
- 坂北小学校
- 坂北郵便局
- 国道403号
- 道の駅さかきた[2]
- 青柳宿
- 長野自動車道 坂北バスストップ（高速道路上）- 高速バス
- 小仁熊ダム

## 隣の駅
東日本旅客鉄道（JR東日本）
 篠ノ井線
□快速（下りの一部は通過）・■普通（「みすず」含む）
西条駅 (SN 09) - 坂北駅 (SN 10) - 聖高原駅 (SN 11)

### 記事本文
1. 1 2 3 4  石野哲 編『停車場変遷大事典 国鉄・JR編 II』（初版）JTB、1998年10月1日、206頁。ISBN 978-4-533-02980-6。
2. 1 2 3 4 5 6  信濃毎日新聞社出版部 編『長野県鉄道全駅』（増補改訂版）信濃毎日新聞社、2011年7月24日、85頁。ISBN 9784784071647。
3. ↑  坂北駅 時刻表JR東日本
4. ↑  「第2章 近代化／IV 旅客」『長鉄局三十年史』日本国有鉄道長野鉄道管理局、1980年10月14日、183頁。
5. ↑  「『通報』中央本線洗馬駅ほか14駅の駅員無配置について（旅客局）」『鉄道公報』日本国有鉄道総裁室文書課、1985年3月18日、2頁。
6. ↑  長野鉄道管理局 編『写真でつづる長野鉄道管理局の歩み』長野鉄道管理局、1987年3月10日、352頁。
7. ↑  『JR東日本長野支社管内へ「駅ナンバリング」を拡大します』（PDF）（プレスリリース）東日本旅客鉄道長野支社、2024年12月13日。オリジナルの2024年12月13日時点におけるアーカイブ。2024年12月16日閲覧。
8. 1 2 3  『2025年3月15日（土）長野県のSuica利用がますます便利になります』（PDF）（プレスリリース）東日本旅客鉄道長野支社、2024年12月13日。オリジナルの2024年12月13日時点におけるアーカイブ。2024年12月16日閲覧。
9. ↑  『長野県におけるSuicaご利用駅の拡大について』（PDF）（プレスリリース）東日本旅客鉄道長野支社、2023年6月20日。オリジナルの2023年6月20日時点におけるアーカイブ。2023年6月20日閲覧。
10. 1 2  “JR東日本：駅構内図・バリアフリー情報（坂北駅）”.   東日本旅客鉄道. 2025年5月13日閲覧。
11. ↑  “筑北村坂北支所”. マピオン電話帳.   ONE COMPATH. 2023年6月17日閲覧。

### 利用状況
1. 1 2  “各駅の乗車人員（2023年度）”.   東日本旅客鉄道. 2024年7月20日閲覧。
2. ↑  “各駅の乗車人員（2000年度）”.   東日本旅客鉄道. 2019年3月27日閲覧。
3. ↑  “各駅の乗車人員（2001年度）”.   東日本旅客鉄道. 2019年3月27日閲覧。
4. ↑  “各駅の乗車人員（2002年度）”.   東日本旅客鉄道. 2019年3月27日閲覧。
5. ↑  “各駅の乗車人員（2003年度）”.   東日本旅客鉄道. 2019年3月27日閲覧。
6. ↑  “各駅の乗車人員（2004年度）”.   東日本旅客鉄道. 2019年3月27日閲覧。
7. ↑  “各駅の乗車人員（2005年度）”.   東日本旅客鉄道. 2019年3月27日閲覧。
8. ↑  “各駅の乗車人員（2006年度）”.   東日本旅客鉄道. 2019年3月27日閲覧。
9. ↑  “各駅の乗車人員（2007年度）”.   東日本旅客鉄道. 2019年3月27日閲覧。
10. ↑  “各駅の乗車人員（2008年度）”.   東日本旅客鉄道. 2019年3月27日閲覧。
11. ↑  “各駅の乗車人員（2009年度）”.   東日本旅客鉄道. 2019年3月27日閲覧。
12. ↑  “各駅の乗車人員（2010年度）”.   東日本旅客鉄道. 2019年3月27日閲覧。
13. ↑  “各駅の乗車人員（2011年度）”.   東日本旅客鉄道. 2019年3月27日閲覧。
14. ↑  “各駅の乗車人員（2012年度）”.   東日本旅客鉄道. 2019年3月27日閲覧。
15. ↑  “各駅の乗車人員（2013年度）”.   東日本旅客鉄道. 2019年3月27日閲覧。
16. ↑  “各駅の乗車人員（2014年度）”.   東日本旅客鉄道. 2019年3月27日閲覧。
17. ↑  “各駅の乗車人員（2015年度）”.   東日本旅客鉄道. 2019年3月27日閲覧。
18. ↑  “各駅の乗車人員（2016年度）”.   東日本旅客鉄道. 2019年3月27日閲覧。
19. ↑  “各駅の乗車人員（2017年度）”.   東日本旅客鉄道. 2019年3月27日閲覧。
20. ↑  “各駅の乗車人員（2018年度）”.   東日本旅客鉄道. 2019年7月11日閲覧。
21. ↑  “各駅の乗車人員（2019年度）”.   東日本旅客鉄道. 2020年7月13日閲覧。
22. ↑  “各駅の乗車人員（2020年度）”.   東日本旅客鉄道. 2021年7月24日閲覧。
23. ↑  “各駅の乗車人員（2021年度）”.   東日本旅客鉄道. 2022年8月7日閲覧。
24. ↑  “各駅の乗車人員（2022年度）”.   東日本旅客鉄道. 2023年7月11日閲覧。